# Simone Tempestini
Simone Tempestini (Treviso, Itàlia, 12 d'agost de 1994) és un pilot de ral·li nacionalitzat romanès d'origen italià que participa en proves del Campionat Mundial de Ral·lis i del Campionat d'Europa de Ral·lis. Guanyador del Campionat Mundial de Ral·lis júnior l'any 2016, així com del Campionat de Romania de Ral·lis dels anys 2015, 2016, 2018, 2019, 2020, 2021, 2022 i 2023.

## Trajectòria
Tempestini s'inicia a la competició l'any 2009, debutant al Campionat Mundial de Ral·lis l'any 2013 al Ral·li de Finlàndia amb un Škoda Fabia R2 del equip romanès Napoca Rally Academy. Posteriorment guanya el Campionat de Romania de Ral·lis dels anys 2015 i 2016, títol que tornaria a guanya al 2018, 2019, 2020, 2021, 2022 i 2023.
L'any 2016 guanya el Campionat Mundial de Ral·lis júnior amb un Citroën DS3 R3T del Napoca Rally Academy, aconseguint la victòria de la categoria al Ral·li de Portugal, al Ral·li de Polònia i al Ral·li d'Alemanya. A més a més també guanya la categoria WRC 3.